# Filippo Scelzo

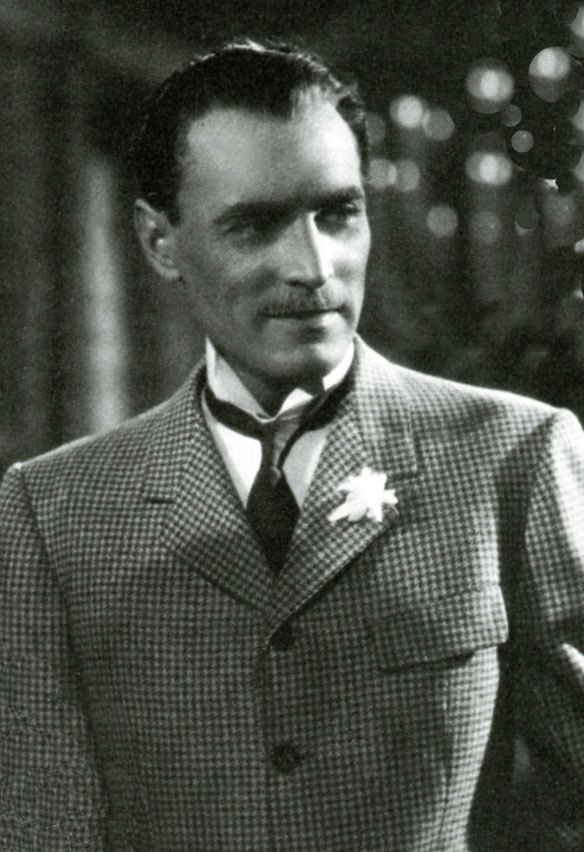
Filippo Scelzo (1940)

Filippo Scelzo (1900 – 1980) foi um ator de cinema italiano. Ele atuou em mais de quarenta filmes, incluindo Red Passport.

## Filmografia selecionada
- Teresa Confalonieri (1934)
- Red Passport (1935)
- Trial and Death of Socrates (1939)
- Il ponte di vetro (1940)
- Kean (1940)
- Odessa in Flames (1942)
- Man with the Grey Glove (1948)
- The Earth Cries Out (1948)
- Romanticismo (1950)
- Il processo di Verona (1963)
- La corruzione (1963)

## Biblioteca
- Landy, Marcia. The Folklore of Consensus: Theatricality in the Italian Cinema, 1930-1943. SUNY Press, 1998.